# Cathédrale orthodoxe russe de New York
Cathédrale de la Transfiguration de Notre Seigneur
La cathédrale orthodoxe russe de New York (nom officiel : cathédrale orthodoxe russe de la Transfiguration de Notre Seigneur) est une cathédrale orthodoxe russe historique située dans le quartier de Williamsburg à Brooklyn, à New York. La cathédrale a été désignée monument historique de New York par la Commission de préservation des monuments en 1969, et a été inscrite au registre national des lieux historiques en 1980.

## Histoire et description
La cathédrale a été construite de 1916 à 1921 et a été conçue par Louis Allmendiger. Le plan au sol est basé une croix grecque et est conçu dans la version russe du style byzantin, mais avec une inspiration  Renaissance. Le bâtiment présente des clochers à bulbes en cuivre caractéristiques au sommet de quatre beffrois octogonaux et un grand dôme central recouvert de cuivre. Chaque clocher est surmonté d'une grande croix orthodoxe russe dorée ,.
La façade du bâtiment est construite en briques jaunes avec une petite quantité de garniture en pierre. Les fenêtres et les portes sont principalement à arc rond, avec des escaliers menant à l'entrée principale .

## Dans la culture populaire
Des plans extérieurs de la cathédrale ont été utilisés dans l'épisode de Seinfeld " La conversion " où elle représentait une version romancée de l'église orthodoxe lettone.